# Jorge Hirano
Jorge Hirano Matsumoto (Huaral, 17 de diciembre de 1959) es un exfutbolista peruano. Jugaba como delantero y fue integrante de la selección peruana.
Es considerado ídolo del Bolívar, de La Paz, club con el cual obtuvo dos bicampeonatos nacionales (en 1987-1988 y 1991-1992) totalizando cuatro títulos nacionales. A nivel internacional, llegó a la primera semifinal de Copa Libertadores del club en 1986. Con la casaquilla celeste que vistió 7 años, marcó 139 goles en 208 partidos, siendo el máximo goleador de la primera división de Bolivia en 1991 anotando 19 goles. Jugó además por el Sporting Cristal, donde obtuvo el campeonato de 1983, y Sport Boys.
Radica en Japón desde décadas atrás.

## Trayectoria
Jorge «Koki» Hirano inició su carrera jugando la Copa Perú en Huaral. En un amistoso jugado en esta ciudad, impresionó al comando técnico de este equipo que lo contrató para jugar en primera división. 
Es considerado ídolo del Bolívar, de La Paz, con el que ganaría 2 bicampeonatos nacionales (1987-1988 y 1991-1992), habiendo anotado 139 goles durante los 8 años que vistió la casaquilla celeste. Jugó además por el Sporting Cristal, donde obtuvo el campeonato de 1983, y Sport Boys.
Es el tercer máximo anotador peruano en Copa Libertadores de América con dieciocho goles.

## Selección peruana
Ha sido internacional con la selección de fútbol del Perú en 36 partidos donde anotó 11 goles, participando además en 3 ediciones de la Copa América en los años 1987, 1989 y 1991.

### Participaciones en Copa América
| Copa América      | Sede      | Resultado    | Part. | Goles | Media goleadora |
| ----------------- | --------- | ------------ | ----- | ----- | --------------- |
| Copa América 1987 | Argentina | Primera fase | 2     | 0     | 0.00            |
| Copa América 1989 | Brasil    | Primera fase | 4     | 2     | 0.50            |
| Copa América 1991 | Chile     | Primera fase | 4     | 2     | 0.50            |
| Total             | Total     | Total        | 10    | 4     | 0.40            |

## Clubes
| Club              | País    | Año       |
| ----------------- | ------- | --------- |
| Unión Huaral      | Perú    | 1977      |
| Juventud La Palma | Perú    | 1979      |
| Fujita Kougyou    | Japón   | 1980-1981 |
| Unión Huaral      | Perú    | 1982      |
| Sporting Cristal  | Perú    | 1983-1985 |
| Bolívar           | Bolivia | 1986-1993 |
| Deportivo Sipesa  | Perú    | 1993      |
| Sport Boys        | Perú    | 1994      |

## Estadísticas

### Sporting Cristal
| Club                    | Div.       | Temporada  | Liga  | Liga  | Copa Libertadores | Copa Libertadores | Total | Total | Media goleadora |
| Club                    | Div.       | Temporada  | Part. | Goles | Part.             | Goles             | Part. | Goles | Media goleadora |
| ----------------------- | ---------- | ---------- | ----- | ----- | ----------------- | ----------------- | ----- | ----- | --------------- |
| Sporting Cristal · Perú | 1.ª        | 1983-1985  | 95    | 37    | 7                 | 3                 | 102   | 40    | 0.39            |
| Total club              | Total club | Total club | 95    | 37    | 7                 | 3                 | 102   | 40    | 0.39            |

## Palmarés

### Campeonatos nacionales
| Título                      | Club             | País    | Año  |
| --------------------------- | ---------------- | ------- | ---- |
| Primera división del Perú   | Sporting Cristal | Perú    | 1983 |
| Primera división de Bolivia | Bolívar          | Bolivia | 1987 |
| Primera división de Bolivia | Bolívar          | Bolivia | 1988 |
| Primera división de Bolivia | Bolívar          | Bolivia | 1991 |
| Primera división de Bolivia | Bolívar          | Bolivia | 1992 |

### Distinciones
| Temporada | Club    | Título                                                 |
| --------- | ------- | ------------------------------------------------------ |
| 1991      | Bolívar | Primera división de Bolivia, máximo anotador: 19 goles |